# Ігаль Амір
Ігаль Амір (івр. יגאל עמיר; нар. 23 травня 1970, Герцлія) — ізраїльський ультраправий політичний екстреміст, що здійснив замах на прем'єр-міністра Ізраїлю Іцхака Рабина, смертельно поранивши його 4 листопада 1995 року на демонстрації в Тель-Авіві.
Амір мотивував свої дії тим, що «захищав народ Ізраїлю від угод в Осло».

## Біографія
Ігаль Амір народився в єврейській родині в ізраїльському місті Герцлія, в сім'ї було восьмеро дітей. Його батьки репатріювалися з Ємену. Ігаль навчався в релігійній школі єшиві.
Службу в піхотних військах Армії Оборони Ізраїлю — в бригаді «Голані» поєднував з навчанням в єшиві (в рамках особливої програми хесдер).
Після служби в армії був направлений по лінії «Натів» (Бюро по зв'язках з євреями СРСР) вивчати юдаїзм в Ризі (тут він познайомився зі своєю майбутньою дружиною Ларисою Трембовлер. Після повернення до Ізраїлю навчався на юридичному факультеті Університеті імені Бар-Ілана. Брав участь в організації демонстрацій проти угод в Осло.

## Вбивство Іцхака Рабина
4 листопада 1995 року Ігаль Амір після багатотисячного мітингу в підтримку мирного процесу на Площі Царів Ізраїлю (зараз площа Іцхака Рабина) в Тель-Авіві біля автомобіля трьома пострілами застрелив главу ізраїльського уряду Іцхака Рабина. Через 40 хвилин І.Рабин помер від ран в лікарні «Іхілов».

## Покарання
За вбивство І.Рабина він засуджений до довічного ув'язнення і ще 14 років позбавлення волі. Утримувався у в'язниці Аялон. А з жовтня 2008 року перебуває у в'язниці Міцпе-Рамон.
Брат Ігаля, Хага Амір, був звинувачений у співучасті в убивстві Рабина і плануванні терористичних дій щодо палестинців. Він був засуджений до 16-річного терміну ув'язнення і вийшов на свободу 4 травня 2012 року, відсидівши 16,5 років. Після виходу з в'язниці заявив, що не розкаюється і пишається тим, що зробив.

## Сім'я
- Дружина (з серпня 2004 року) — Лариса Трембовлер[8], репатріантка з СРСР, історик. Має чотирьох дітей від попереднього шлюбу[9].

Одна з дочок Лариси, Авіталь, в 2010 році вийшла заміж за Аміт Аміра — молодшого брата Ігаля Аміра.
- Син — Йінон Елія Шалом, народився 28 жовтня 2007 року. Церемонія обрізання була проведена у в'язниці, в присутності Ігаля, 4 листопада 2007 року, в день 12-ї річниці вбивства Іцхака Рабина.

Історії кохання Ігаля Аміра і Лариси Трембовлер присвячений повнометражний документальний фільм «На пороге страха», створений відомим латвійським режисером Герцем Франком у співавторстві з Марією Кравченко. Фільм знімався протягом десяти років, його прем'єра відбулася у 2014 році.